# Bruno Esteves
Bruno Esteves est un arbitre portugais de football né le 27 novembre 1977  à Lisbonne au (Portugal).
Il est arbitre depuis 1996. Il est promu dans le championnat portugais comme arbitre portugais de 1re catégorie lors de la saison 2009-2010.
Il fait partie de l'AF Setúbal.